# 艾曼紐2024
《艾曼紐2024》（英語：Emmanuelle）是一部2024年上映的法國英語情色劇情片，由奥黛丽·迪万执导、合编并制作。影片改编自艾曼紐·阿森1967年的同名小说，是同名系列的第十五部电影、第八部院线电影，同时也是一次重启之作。影片由諾耶米·梅蘭特主演片名角色，其他主要演员有娜奥米·沃茨和威尔·夏普。
该片于2024年9月20日在第72届聖塞瓦斯蒂安國際電影節进行了全球首映，2024年9月25日由百代電影公司在法国上映。

## 剧情
艾曼紐是一家奢华酒店品牌的品質管制员，前往香港评估由玛戈经营的一家酒店，任务是找到解雇玛戈的正当理由。為了尋找早已失去的欢愉，她在酒店内经历了無數的感官体验，邂逅了神秘的客人凯，两人相互吸引。

## 演员
- 諾耶米·梅蘭特 饰 艾曼紐
- 娜奥米·沃茨 饰 玛戈[4]
- 威尔·夏普 饰 凯[3]
- 傑米·坎貝爾·鮑爾 饰 约翰爵士
- 黄恰恰 饰 泽尔达
- 黃秋生 饰 “眼睛”
- 卡洛尔·弗兰克（英语：Carole Franck） 饰 艾曼纽的母亲

## 制作
2022年5月，宣布蕾雅·瑟杜加入该片，奥黛丽·迪万执导并制作，剧本由她与蕾貝卡·斯洛托維斯基联合创作，基于艾曼纽·阿森的小说《艾曼纽》改编。2023年2月，諾耶米·梅蘭特接替瑟杜，加入演员阵容。2023年12月，娜奥米·沃茨、威尔·夏普、傑米·坎貝爾·鮑爾、黄恰恰和黃秋生宣布加盟。
主体拍摄于2023年10月在巴黎启动，拍摄地点有香港等地。

## 上映
2023年11月，有消息称霓虹公司正在洽谈该片的美国发行权。影片于2024年9月20日在第72届聖塞瓦斯蒂安國際電影節首映，9月25日由百代電影公司在法国院线发行。

## 评价
根据評論匯總网站爛番茄汇总的15篇评论文章，20%的评论家给予该作正面评价，平均打分为5.2分（满分10分）。